# Pablo Moses
Pablo Henry (mais conhecido como Pablo Moses, Jamaica, 1948) é um vocalista de reggae.
Entrou para o mercado em 1975, com o seu sucesso "I Man a Grasshopper", do seu primeiro álbum "Revolutionary Dream" (lançado nos Estados Unidos como "I Love i bring"). Moses articulou sua ideologia rastafari com políticas sem precedentes
Em 1981, Pablo Moses lançou seu 3º álbum, "Pave the way". conseguiu sucesso na Jamaica, na Europa, na América do Norte e no Japão.

## Biografia
Pablo Moses gravou diversos álbuns durante várias décadas, mas é mais cinhecido devido o fenômeno do reggae na década de 1970, quando lançou "Revolutionary Dream", produzido por Geoffrey Chung, incluindo "I Man A Grasshopper", mixada na "The Black Ark" por Lee Perry. Ele lançou em 1980, A Song, bem recebido pelos fãs e pela crítica.

## Álbuns e discografia
- Revolutionary Dream (1975, Jigsaw) (também lançado em 1978 como I Love I Bring)
- A Song (1980, Island)
- Pave The Way (1981, Island/Mango)
- In The Future (1983, Alligator/Mercury)
- Tension (1985, Alligator/Mercury)
- Live to Love (1988, Rohit)
- We Refuse (1990, Profile)
- Charlie (1990, Profile)
- Confessions of a Rastaman (1993, Musidisc)
- Mission (1995, RAS)
- Reggae Live Sessions (1998, CRS)
- The Rebirth (2010)
- The Itinuation (2017)